# Ampur
Ampur (armeniska: Ամպուր) är ett berg i Armenien. Det ligger i provinsen Aragatsotn, i den västra delen av landet, 40 kilometer nordväst om huvudstaden Jerevan. Toppen på Ampur är 3 234 meter över havet, eller 103 meter över den omgivande terrängen. Bredden vid basen är 1,4 km.
Terrängen runt Ampur är bergig. Runt Ampur är det ganska tätbefolkat, med 60 invånare per kvadratkilometer.. Närmaste större samhälle är Byurakan, 15,0 kilometer sydost om Ampur. 
Trakten runt Ampur består i huvudsak av gräsmarker.